# Rikky von Opel
Frederick „Rikky“ von Opel (* 14. Oktober 1947 in New York City) ist ein ehemaliger Automobilrennfahrer aus der Familie Opel. Er ist bislang der einzige Formel-1-Rennfahrer, der für Liechtenstein startete.

## Karriere
Rikky von Opel ist Urenkel Adam Opels und erstes Kind aus der zweiten Ehe des Rennfahrers Fritz von Opel mit Emita Herrán Olozaga. Er begann seine Karriere unter dem Pseudonym Antonio Bronco, weil er als Rennfahrer überzeugen wollte und nicht als Nachfahre einer Autobauerdynastie; zudem wollte er Rücksicht auf seine Familie nehmen.
1972 gewann von Opel die Britische Formel-3-Meisterschaft. Sein erstes Formel-1-Rennen fuhr er in der Saison 1973 für Ensign beim Großen Preis von Frankreich. Nach nur mäßigem Erfolg bei fünf weiteren Starts wechselte er in der Saison 1974 zum Brabham-Team, für das er bei vier Rennen antrat. Seinen letzten Grand Prix absolvierte er 1974 in den Niederlanden.
Von Opel konnte lediglich bei vier seiner insgesamt zehn Rennstarts das Ziel erreichen. Seine besten Platzierungen waren zwei neunte Plätze für Brabham. Einen WM-Punkt erreichte er nicht.
In den 1990er-Jahren zog sich von Opel, der in den 1970er-Jahren mit der Schauspielerin Marisa Berenson liiert war, aus der Öffentlichkeit zurück und lebt seither in einem buddhistischen Kloster in Thailand.

## Statistik

### Statistik in der Automobil-Weltmeisterschaft

#### Einzelergebnisse
| Saison | 1 | 2 | 3   | 4   | 5   | 6 | 7  | 8   | 9   | 10 | 11  | 12  | 13 | 14  | 15 |
| ------ | - | - | --- | --- | --- | - | -- | --- | --- | -- | --- | --- | -- | --- | -- |
| 1973   |   |   |     |     |     |   |    |     |     |    |     |     |    |     |    |
|        |   |   |     |     |     |   | 15 | 13  | DNS |    | DNF | DNF | NC | DNF |    |
| 1974   |   |   |     |     |     |   |    |     |     |    |     |     |    |     |    |
| DNS    |   |   | DNF | DNF | DNQ | 9 | 9  | DNQ |     |    |     |     |    |     |    |

| Legende  | Legende            | Legende                                                          |
| Farbe    | Abkürzung          | Bedeutung                                                        |
| -------- | ------------------ | ---------------------------------------------------------------- |
| Gold     | –                  | Sieg                                                             |
| Silber   | –                  | 2. Platz                                                         |
| Bronze   | –                  | 3. Platz                                                         |
| Grün     | –                  | Platzierung in den Punkten                                       |
| Blau     | –                  | Klassifiziert außerhalb der Punkteränge                          |
| Violett  | DNF                | Rennen nicht beendet (did not finish)                            |
| Violett  | NC                 | nicht klassifiziert (not classified)                             |
| Rot      | DNQ                | nicht qualifiziert (did not qualify)                             |
| Rot      | DNPQ               | in Vorqualifikation gescheitert (did not pre-qualify)            |
| Schwarz  | DSQ                | disqualifiziert (disqualified)                                   |
| Weiß     | DNS                | nicht am Start (did not start)                                   |
| Weiß     | WD                 | zurückgezogen (withdrawn)                                        |
| Hellblau | PO                 | nur am Training teilgenommen (practiced only)                    |
| Hellblau | TD                 | Freitags-Testfahrer (test driver)                                |
| ohne     | DNP                | nicht am Training teilgenommen (did not practice)                |
| ohne     | INJ                | verletzt oder krank (injured)                                    |
| ohne     | EX                 | ausgeschlossen (excluded)                                        |
| ohne     | DNA                | nicht erschienen (did not arrive)                                |
| ohne     | C                  | Rennen abgesagt (cancelled)                                      |
| ohne     | keine WM-Teilnahme |                                                                  |
| sonstige | P/fett             | Pole-Position                                                    |
| sonstige | 1/2/3/4/5/6/7/8    | Punktplatzierung im Sprint-/Qualifikationsrennen                 |
| sonstige | SR/kursiv          | Schnellste Rennrunde                                             |
| sonstige | *                  | nicht im Ziel, aufgrund der zurückgelegten Distanz aber gewertet |
| sonstige | ()                 | Streichresultate                                                 |
| sonstige | unterstrichen      | Führender in der Gesamtwertung                                   |